# Katedra w Nicosii
Katedra w Nicosii (wł. Cattedrale di San Nicolò) – katedra w Nicosii na Sycylii (Włochy). Zbudowana w stylu arabsko-normańskim w XIV wieku i następnie przebudowana w XIX wieku. We wnętrzu kościoła przechowywane jest drewniany krzyż zwany Fra Umile di Petralia, który podczas procesji w Wielki Piątek jest niesiony  ulicami miasta.

## Architektura
Po przebudowie w XIX wieku zachowały się portyki na zachodniej fasadzie budynku i dzwonnica. We wnętrzu sufit skarbca został pokryty w XIX wieku freskami przedstawiającymi sceny z żywotów świętych przeplatane scenami polowań, dzikich zwierząt i ludzkich głów uzupełnionymi geometrycznymi i kwiatowymi motywami.

## Galeria

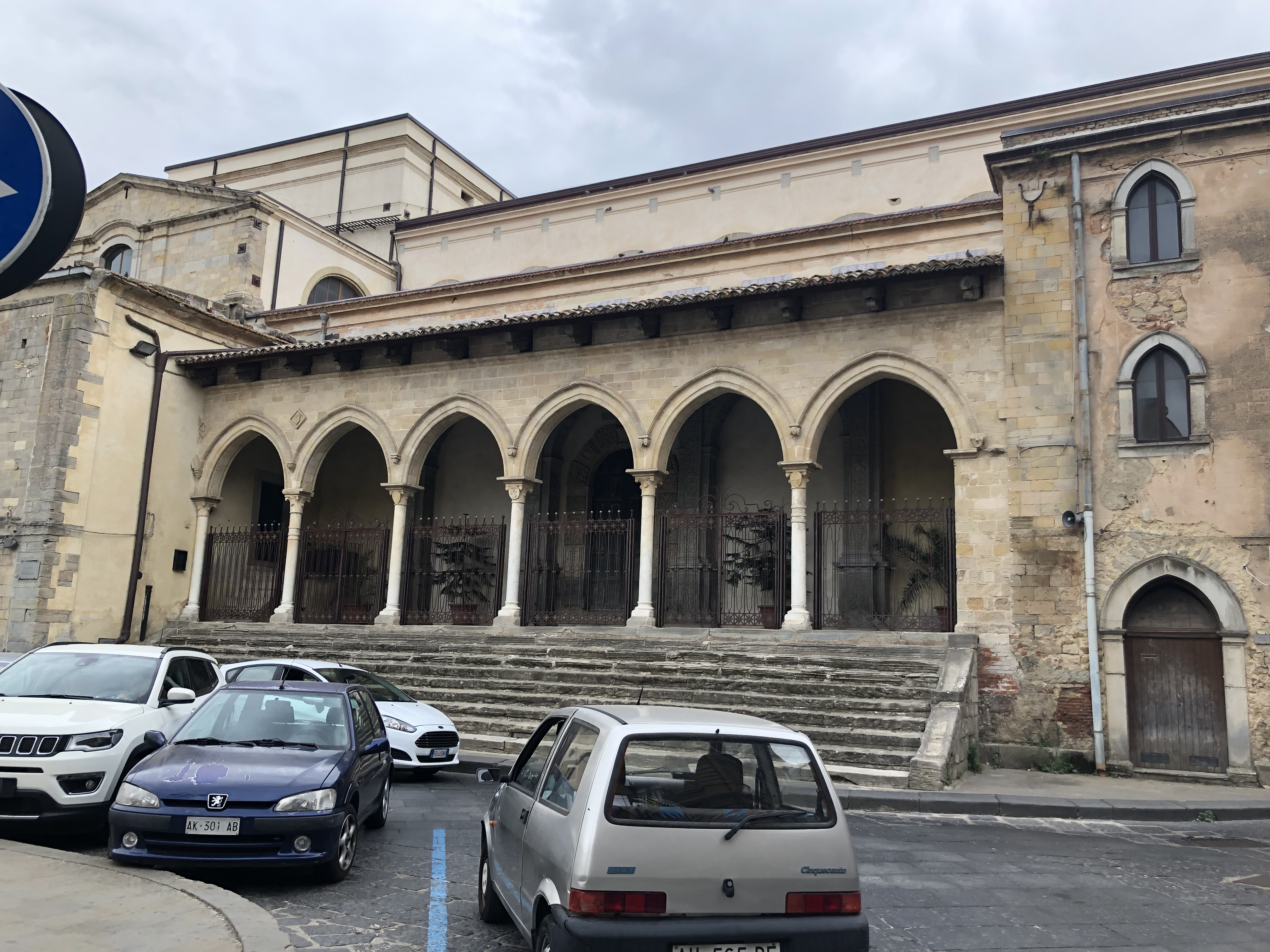
Zachodnia fasada katedry z zachowanymi XIV-wiecznymi portykami
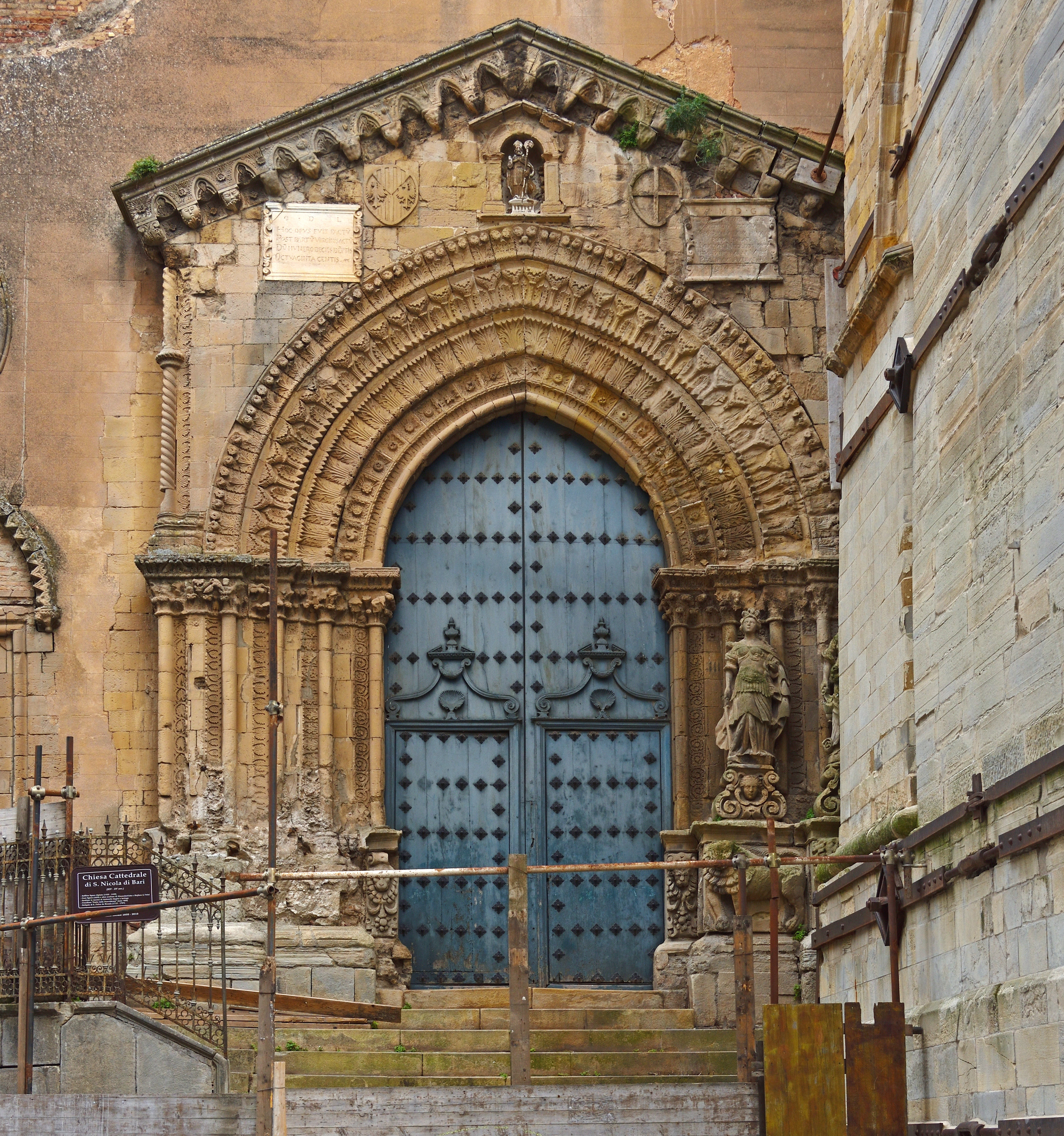
Główne wejście
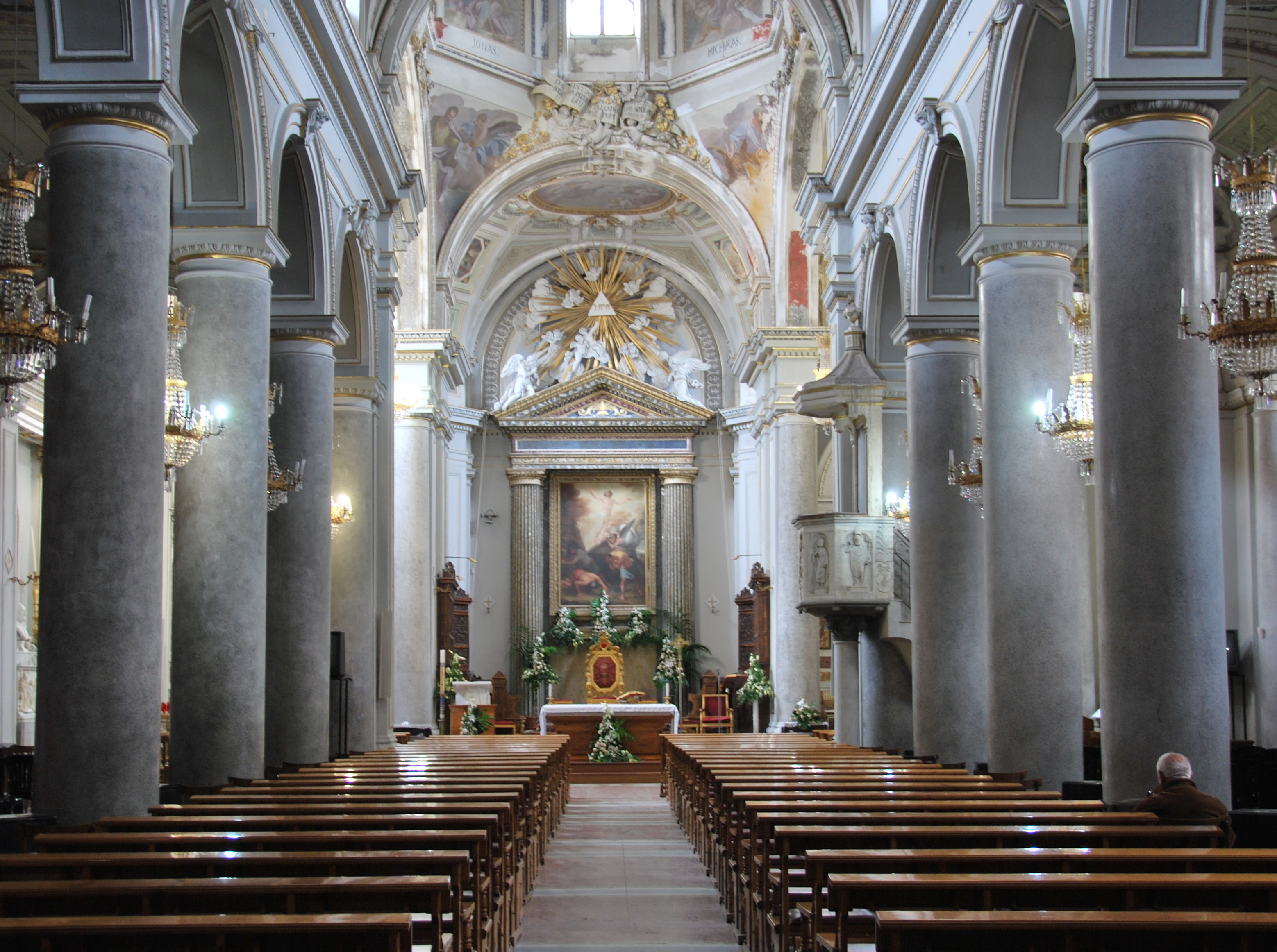
Wnętrze katedry
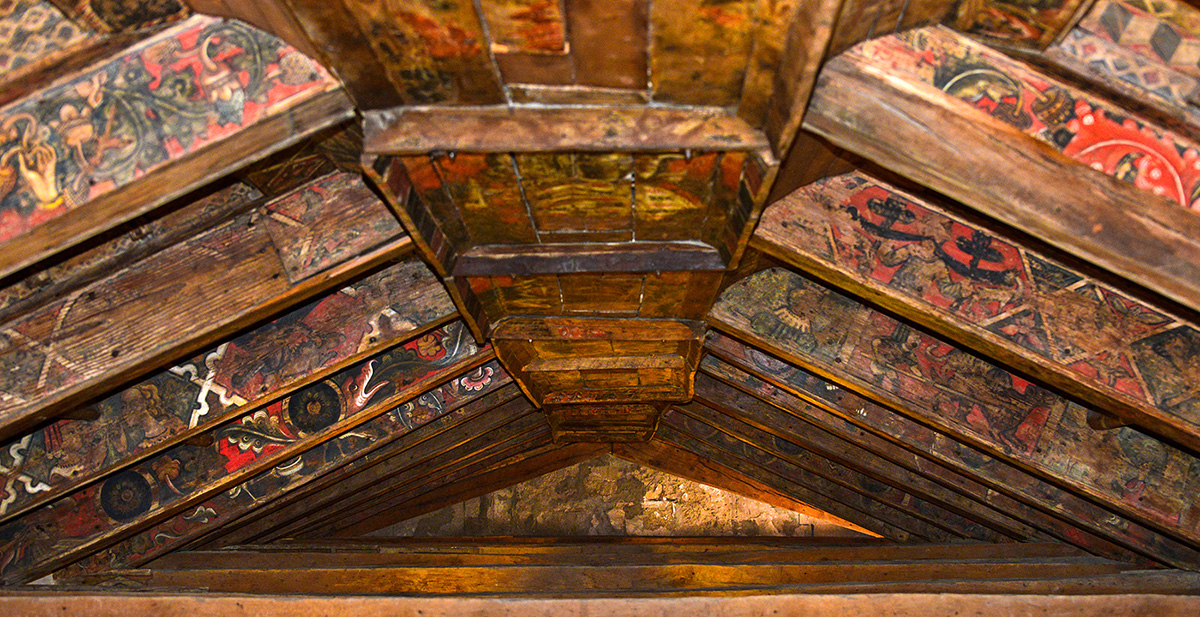
Fragment fresków na suficie skarbca katedry